# Prison de Patarei
La prison de la batterie (en estonien : Patarei vangla) ou prison centrale de Tallinn (en estonien : Tallinna Keskvangla), est un ensemble de bâtiments situé dans le quartier de Kalamaja à Tallinn, en Estonie.

## Présentation
Les locaux couvrent environ quatre hectares d'une ancienne forteresse maritime et prison, située en bordure de la baie de Tallinn.
Le fort a été bâti entre 1830 et 1837 dans le cadre des fortifications construite par de l'empire russe.
L’ordre de construction a été donné par l’empereur Nicolas Ier.
En 1864, Tallinn a été retirée de la liste des forteresses de l’Empire russe en raison de la défaite de la Russie lors de la guerre de Crimée, et le fort a été transformé en caserne.
Après la Première Guerre mondiale, la république d'Estonie l'a retransformée en prison . et elle le sera jusqu'en 2005.
Pour les Estoniens, Patarei est l'un des symboles les plus marquants de la terreur politique soviétique et nazie.

## Musée des crimes du communisme
En 2018, l’Institut estonien de la mémoire historique (et) a lancé les préparatifs en vue de créer un musée des crimes du communisme et un centre de recherche international à Tallinn. Le musée devrait s'étendre sur une superficie d'environ 5 000 mètres carrés dans la partie orientale des bâtiments et devrait ouvrir ses portes en 2026.

## Galerie

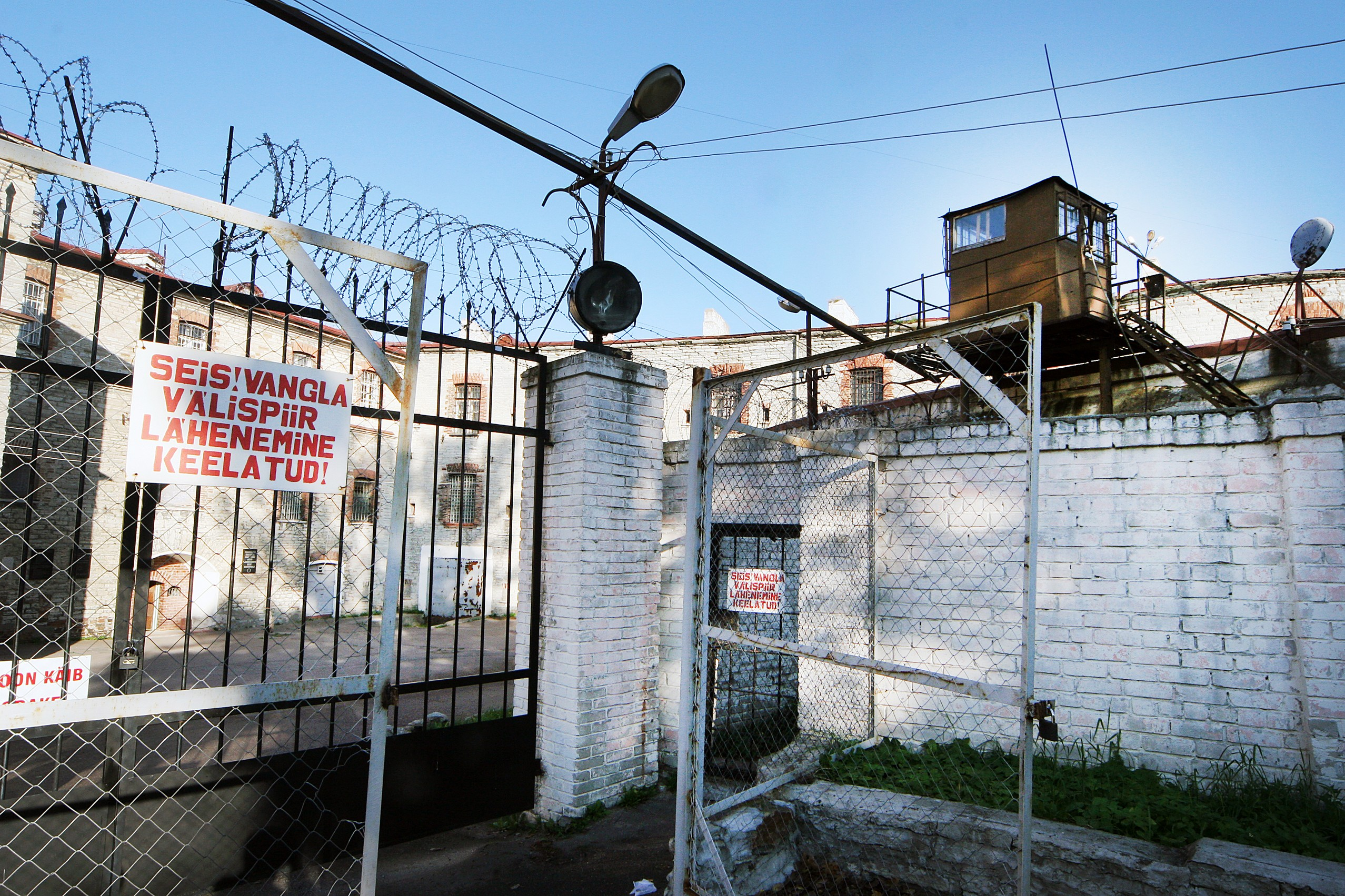
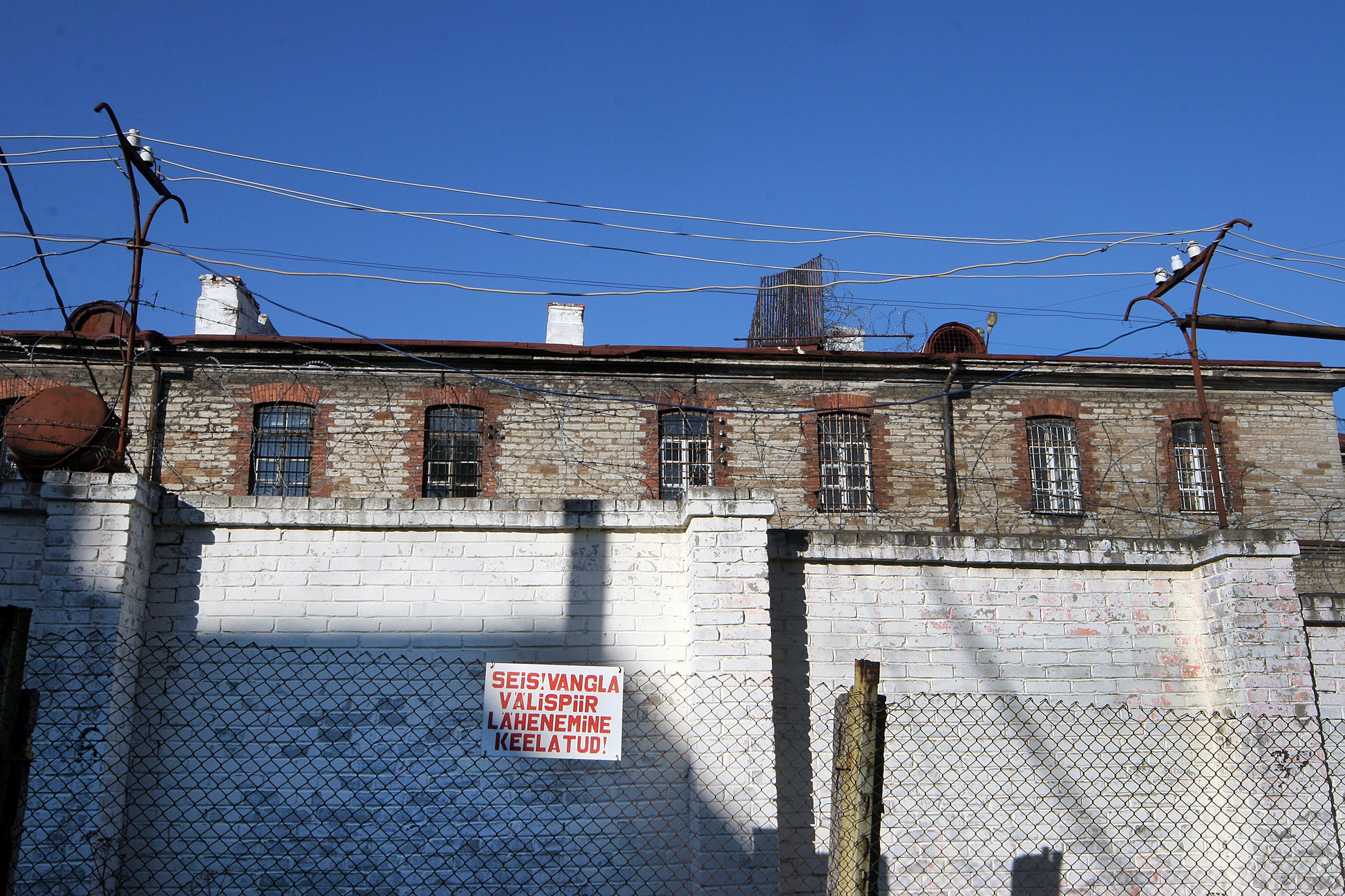
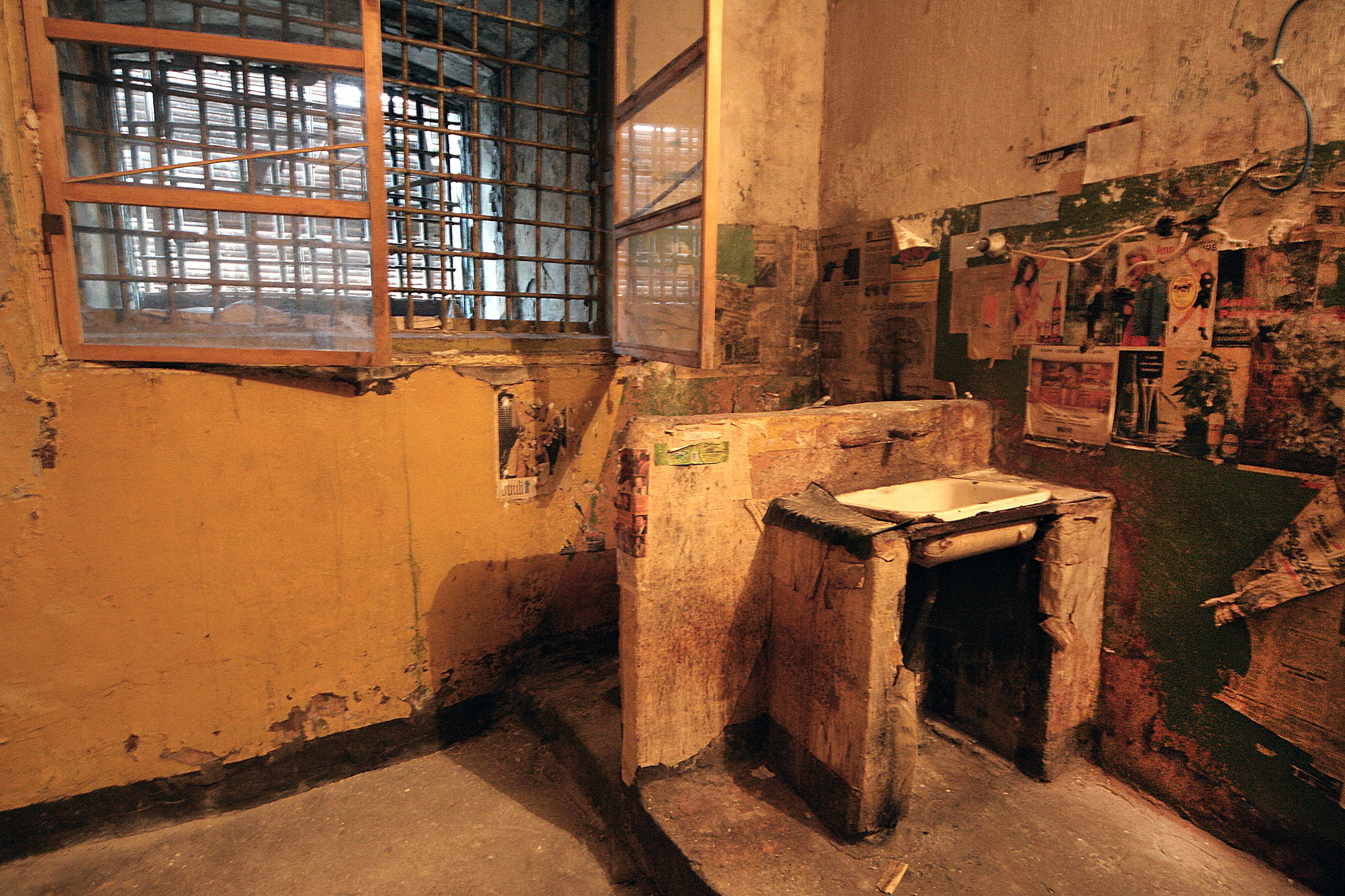
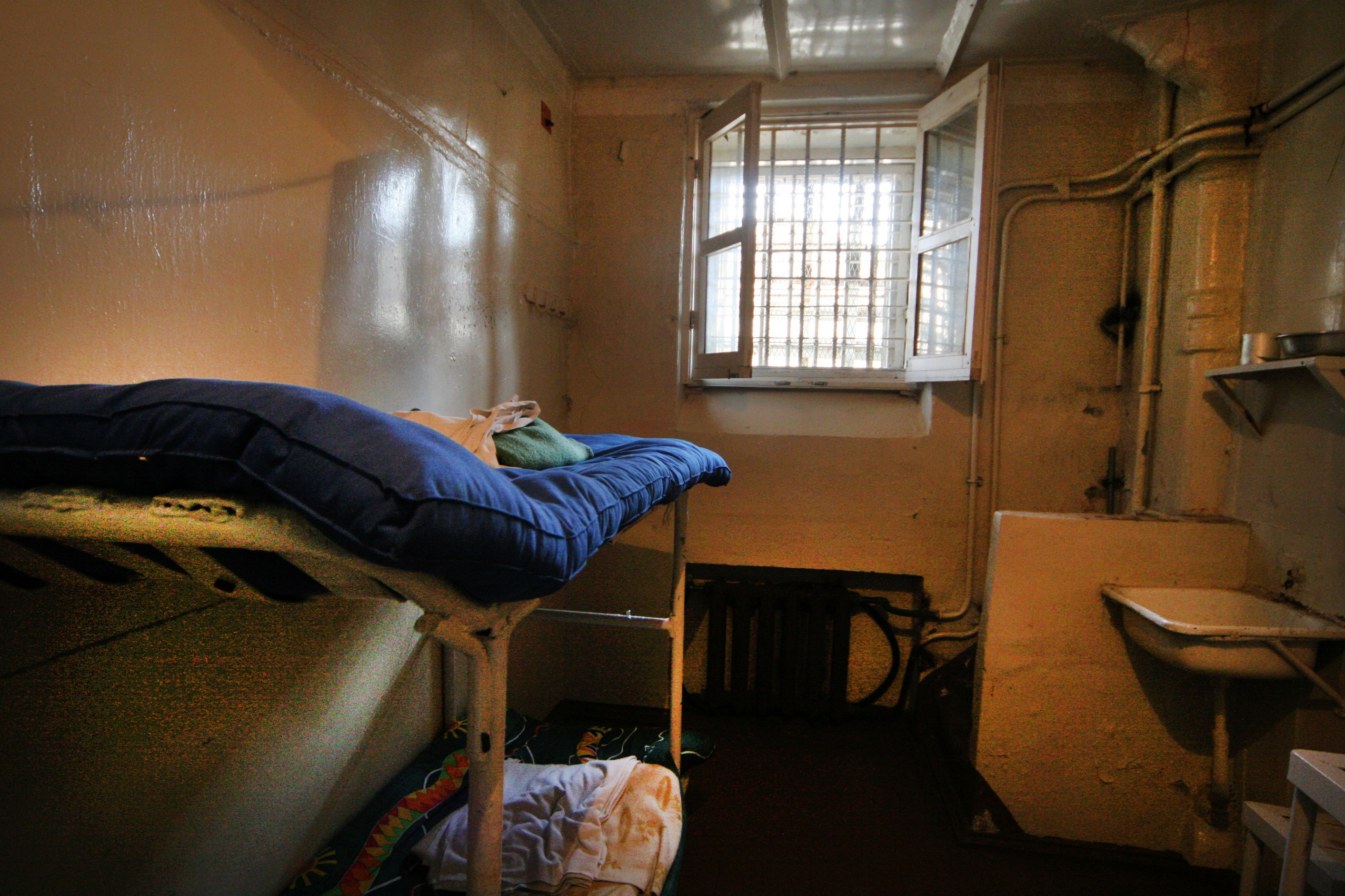